# 27P/Crommelin
Cometa Crommelin, cu denumirea oficială 27P/Crommelin, denumită și cometa Pons-Coggia-Winnecke-Forbes, este o cometă periodică a Sistemului solar, denumită după astronomul britanic Andrew C. D. Crommelin care i-a calculat orbita în 1930. Este una dintre cele patru comete care nu au primit numele descoperitorului / descoperitorilor, celelalte comete fiind Cometa lui Halley, Cometa lui Encke și Cometa Lexell.

## Descoperirea
Prima observare a acestei planete a fost făcută de Jean-Louis Pons la Marsilia, la 23 februarie 1818; el a urmărit cometa până la 27 februarie, dar nu a reușit să-și continue obsevațiile din cauza timpului nefavorabil. Johann Franz Encke a încercat să-i calculeze orbita, dar a obținut mari erori reziduale.
În 1872, John Russel Hind a produs un calcul al orbitei grosier și a observat că era apropiată de cea a cometei 3D/Biela (Cometa Biela); sprijinindu-se pe aceste observații, Edmund Weiss a presupus că această cometă ar fi o bucată din Cometa Biela.
Observarea următoare a fost făcută la 10 noiembrie 1873 de Jérôme E. Coggia (la Marsilia), și din nou, la 11 noiembrie 1873 de Friedrich A. T. Winnecke la Strasbourg, dar cometa a fost pierdută la 16 noiembrie. Weiss și Hind au reluat calculele și au încercat să o lege de apariția din 1818.
Cea de-a treia descoperire i se datorează lui Alexander F. I. Forbes (Cape Town, Africa de Sud), la 19 noiembrie 1928, și confirmată de Harry E. Wood (Observatorul Uniunii, în Africa de Sud), la 21 noiembrie. În sfârșit, în 1930, Cremmelin i-a calculat orbita și a demonstrat că această cometă este una și aceeași cu cometele din 1818 (Pons) și 1873 (Coggia-Winnecke). 
În timpul trecerii la periheliu, în 2011, 27P/Crommelin a fost regăsită la 21 mai 2011, având o magnitudine de 18,7.